# Geografia Rumunii

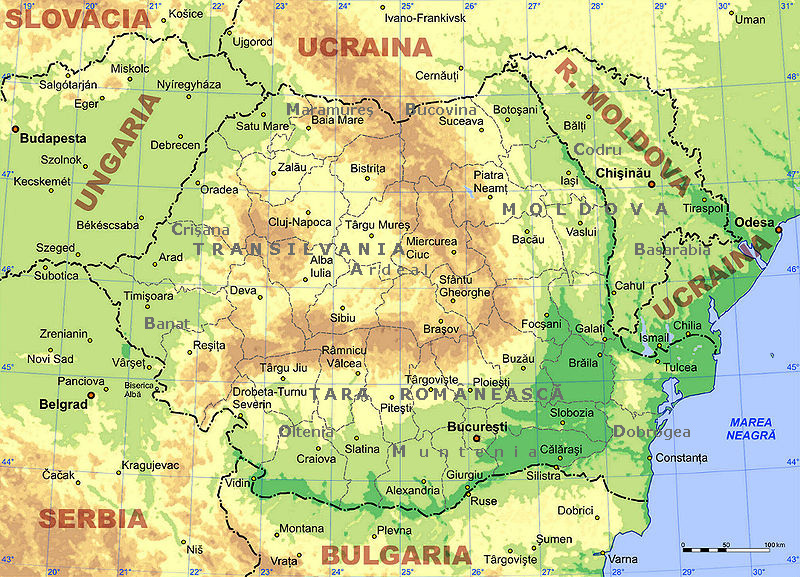
Mapa fizyczna Rumunii

Geografia Rumunii – Rumunia jest państwem leżącym w Europie południowo-wschodniej, częściowo na Półwyspie Bałkańskim, nad Morzem Czarnym. Znajduje się w strefie klimatu umiarkowanego kontynentalnego.

## Powierzchnia i granice
- Powierzchnia: 238 391 km²[1], w tym powierzchnia lądowa 229 891 km² oraz powierzchnia wód terytorialnych 8500 km².

Rumunia graniczy z następującymi państwami:
- Serbia 476 km
- Węgry 443 km
- Bułgaria 608 km
- Ukraina 531 km
- Mołdawia 450 km

Linia brzegowa – 225 km

## Budowa geologiczna
Główną jednostką geologiczną kraju jest trzeciorzędowa struktura alpejska, która jest młodymi górami fałdowymi o różnym składzie skał. Karpaty Wschodnie składają się z wielu równoległych, głównie południkowych pasm górskich, zbudowanych w części zachodniej ze skał wulkanicznych, które powstały w okresie fałdowania. Środkowa część Karpat jest zbudowana z granitów, zaś wschodnia część – Karpaty Mołdawskie ze skał osadowych. Równoleżnikowe pasmo Karpat Południowych zbudowane jest głównie ze skał krystalicznych; w najwyższym piętrze rozwinięta jest rzeźba młodoglacjalna.
Na zachód od łańcucha Karpat leży rozległa Wyżyna Transylwańska, która jest trzeciorzędowym zapadliskiem tektonicznym wypełnionym osadami morskimi i jeziornymi. Na wschód od Karpat leży zapadlisko przedgórskie, które oddziela Karpaty od Płyty mołdawskiej, stanowiącej przedłużenie Płyty rosyjskiej. Region Płyty mołdawskiej jest zbudowany ze skał pochodzących z paleozoiku, obszar ten leży na podłożu prekambryjskim.
Wybrzeże Morza Czarnego jest w większości wyrównane, z licznymi limanami i piaszczystymi mierzejami.

## Rzeźba

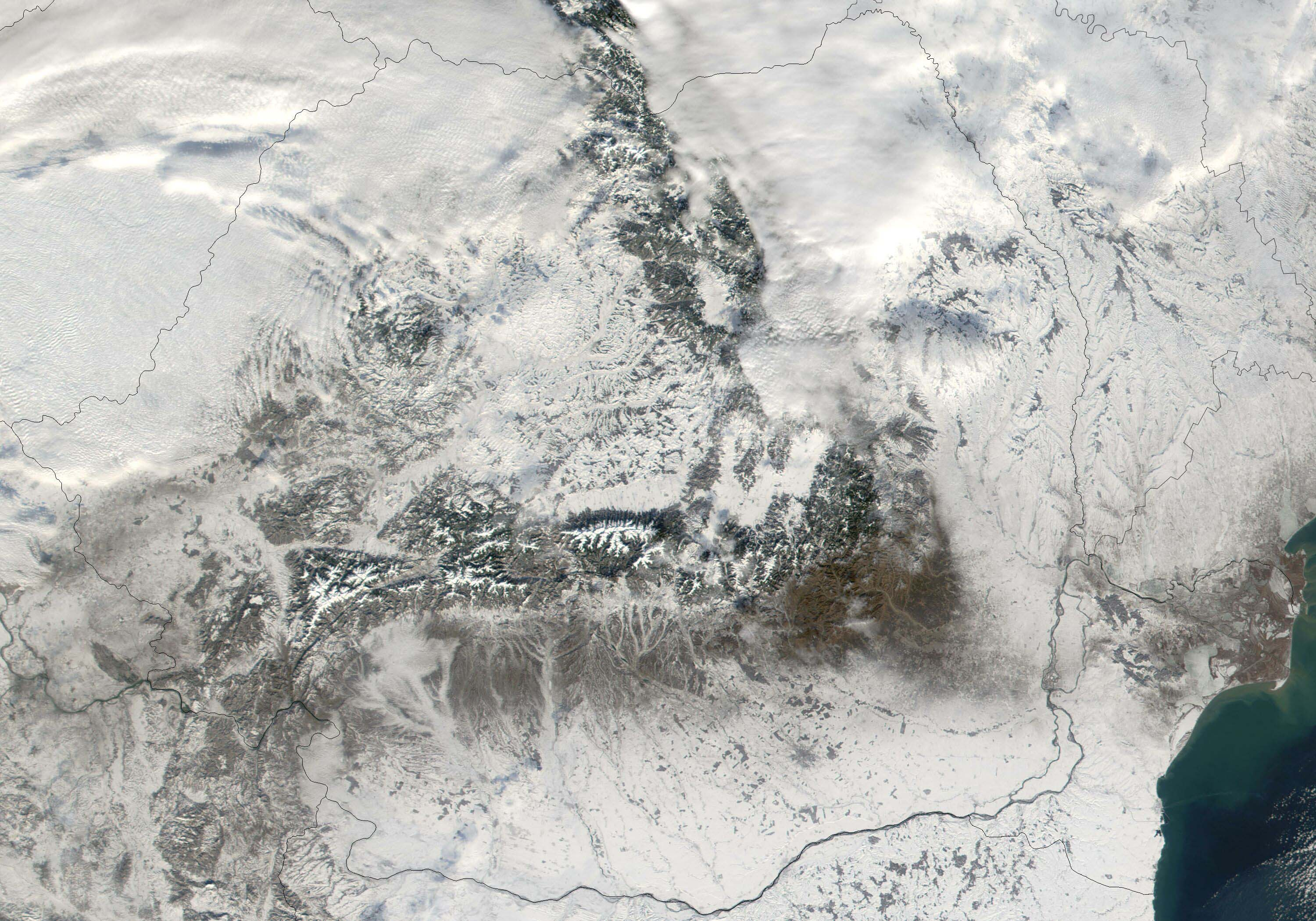
Zdjęcie satelitarne Rumunii wykonane zimą

Większość terytorium kraju zajmują wyżyny i góry Karpaty z pasmami Gór Fogaraskich, Sybińskich i Zachodniorumuńskich. Obszary górskie powyżej 800 m n.p.m. zajmują 31% powierzchni kraju, zaś wyżyny między 300 a 800 m n.p.m. to obszar mający udział 39%. Niziny zajmują 30% powierzchni Rumunii.
Na południu kraju przeważają niziny, a w centralnej i północnej części kraju dominują wyżyny z największą Wyżyną Transylwańską. Na wschodzie kraju, przed pasmem Karpat, pomiędzy Seretem a Prutem, znajdują się Płaskowyż Suczawy i Płaskowyż Bârlad, a na południe od nich i delty Dunaju znajduje się Płaskowyż Dobrudży.
Na terenie Rumunii nie ma ani jednej depresji.
Najniższy punkt:
- Morze Czarne 0 m

Najwyższe punkty:
- Moldoveanu 2544 m
- Negoiu 2535 m
- Viștea Mare 2527 m

## Pasma górskie

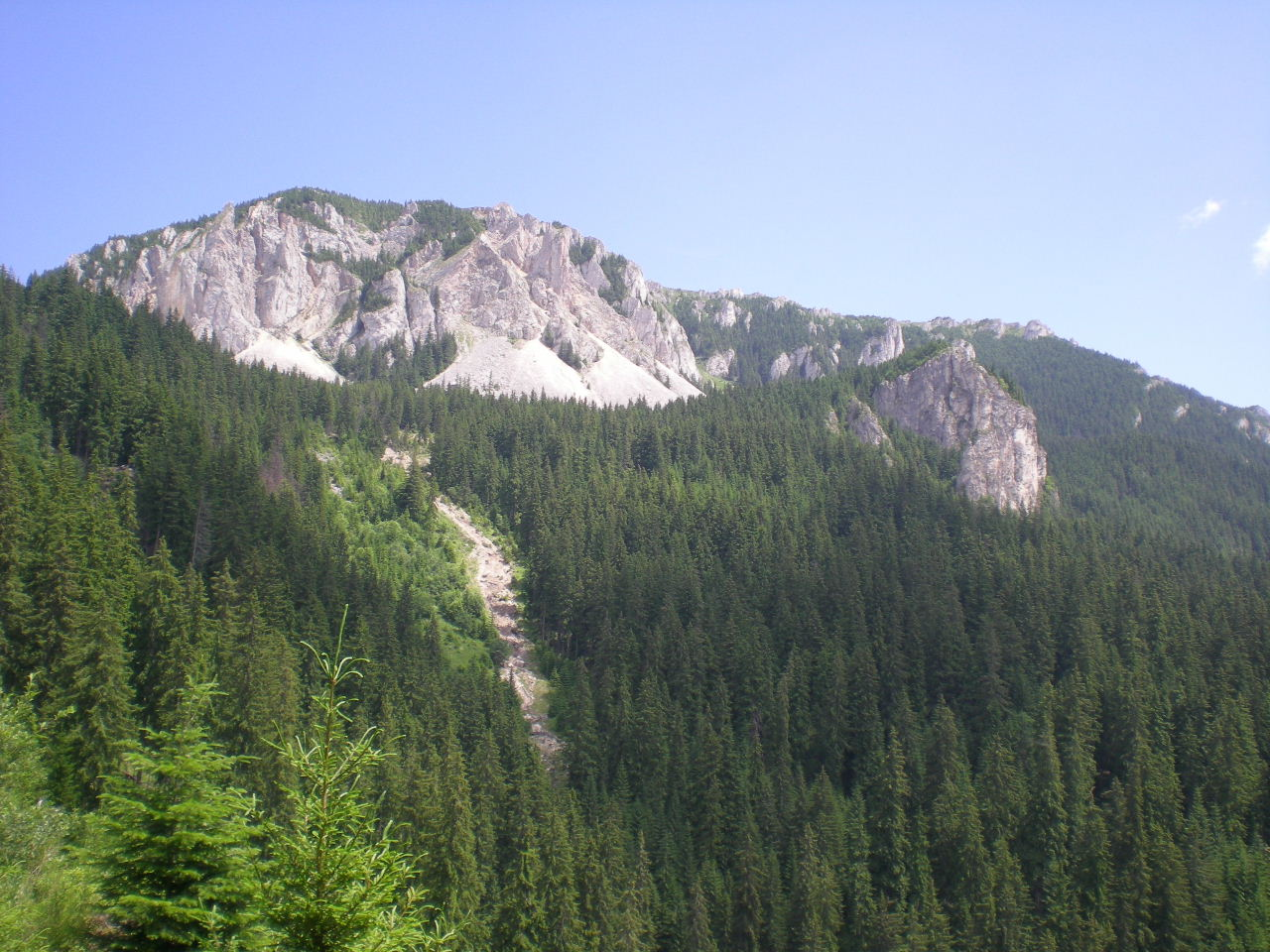
Karpaty, na pierwszym planie las iglasty

Wszystkie pasma górskie w Rumunii należą do Karpat, które stanowią trzon kraju o długości 700 km w jego granicach. W całości do Rumunii należą Karpaty Południowe i Góry Zachodniorumuńskie. Około połowa Karpat Wschodnich leży na terenie kraju.

### Góry Zachodniorumuńskie
Góry Zachodniorumuńskie nazywane też górami Apuseni stanowią zwarty zespół kilku mniejszych pasm górskich, ograniczający Wyżynę Transylwańską od zachodu. Najwyższymi szczytami są: Curcubăta Mare (1849 m), Vlădeasa (1836 m) oraz Muntele Mare (1826 m). W górach brak wysokogórskich form terenu.
Przeważają tu krasy, szczególnie w górach Bihor.

### Karpaty Wschodnie
Karpaty Wschodnie stanowią bardzo rozległą grupę górską, ciągnącą się od Przełęczy Łupkowskiej do przełęczy Predeal. Oprócz terenów rumuńskich, obejmują one pewną część obszarów Polski (Bieszczady Zachodnie z Pogórzem), Słowacji, Ukrainy (całość Karpat Ukraińskich).
Na terenie Rumunii leży najwyższa część masywu wschodniokarpackiego – Góry Rodniańskie ze szczytem Pietrosul Rodnei (2303 m).
Krajobraz wykazuje ogromne zróżnicowanie. Rumuńskie Karpaty Wschodnie dzielą się na trzy strefy geologiczne: krystaliczną (np. Góry Rodniańskie), wulkaniczną (np. Góry Kelimeńskie, Harghita) i fliszową (np. rejon Obczyn Bukowińskich).

### Karpaty Południowe
Karpaty Południowe ciągną się od Przełęczy Predeal na wschodzie po przełom Dunaju, nazywany też Żelazną Bramą, na południowym zachodzie. Jest to najwyższa grupa górska w Rumunii. Duży obszar jest wyniesiony na wysokość powyżej 2000 m n.p.m. Najwyższym szczytem Karpat Południowych jest Moldoveanu (2544 m) w paśmie Gór Fogaraskich; oprócz niego wysokość 2500 m przekraczają szczyty pasm: Parâng, Retezat, Bucegi.
Karpaty Południowe stanowią klimatyczną oraz kulturowo-historyczną barierę pomiędzy Siedmiogrodem a Wołoszczyzną. Przez centralną część gór przełamuje się głęboką doliną Aluta, używana od wieków jako droga z Siedmiogrodu na Wołoszczyznę.

## Klimat

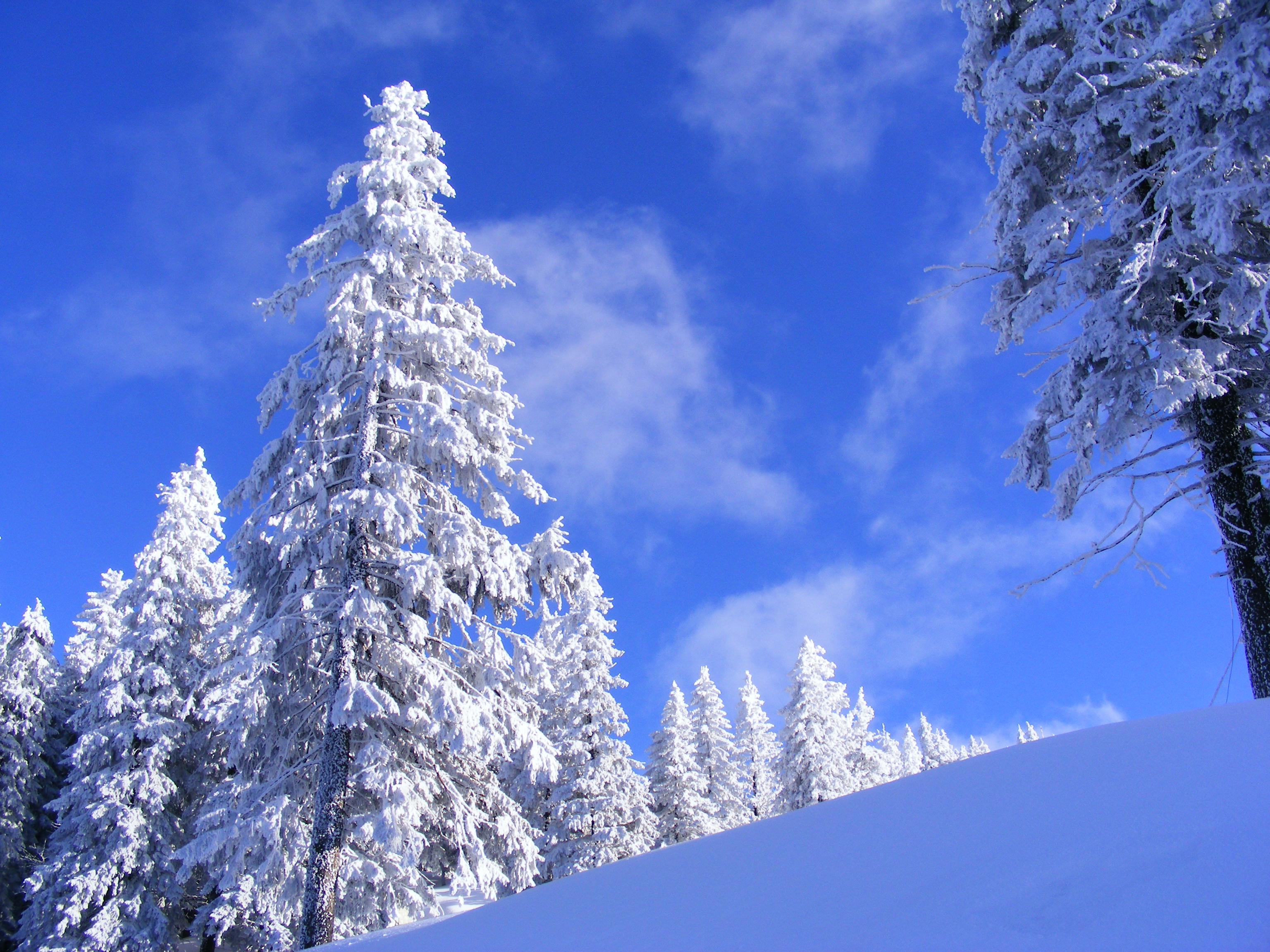
Zima w Karpatach

Rumunia leży w strefie umiarkowanego klimatu kontynentalnego. Zróżnicowany teren i wpływ Karpat powoduje wyraźne różnice klimatyczne pomiędzy różnymi regionami kraju. W Rumunii wyróżnić można 8 odmian klimatycznych występujących w strefie umiarkowanej.
- Region wysokogórski obejmujący obszary Karpat ponad 1800 m n.p.m. Panuje tam zimny alpejski klimat, gdzie zimą temperatury wynoszą średnio –10 °C i mniej, zaś latem średnia dobowa nie przekracza 10 °C. Temperatura w półroczu letnim zazwyczaj nie przekracza 10 °C. Opady mają postać głównie śniegu do 1400 mm rocznie, w okresie letnim największe są opady w postaci deszczu. Śnieg utrzymuje się średnio około 100 dni, a w najwyższych partiach nawet dłużej.
- Region subalpejski obejmuje obszar średnich gór poniżej 1800 m n.p.m. Zimy są mroźne, szczególnie w nocy, choć w ciągu dnia temperatura nie spada poniżej –10 °C. Średnia to –6 °C. Lata są chłodne, ze średnią dobową powyżej 10 °C, maksymalnie do 17 °C. Opady są wysokie, ponad 1000 rocznie. Zimą pada śnieg, od wiosny do jesieni opady mają postać deszczu, śnieg utrzymuje się średnio od 80 do 100-110 dni w ciągu roku.
- Region przedgórzy, który obejmuje całe wschodnie przedgórza Karpat. Obejmuje on m.in. północno-wschodnią część kraju. Zimy są na ogół surowe, gdzie średnie wartości wynoszą od –6 do –3 °C. Lata są dość ciepłe, gdzie temperatury średnio wynoszą do 20 °C. Opady są niższe i nie przekraczają 1000 mm.
- Region przedgórzy Siedmiogrodu i Bukowiny jest regionem chłodniejszym i wilgotniejszym niż przedgórza leżące po wschodniej stronie Karpat. Karpaty będąc barierą klimatyczną powstrzymają chłodne i wilgotne masy powietrza przed dotarciem na wschodnie regiony Rumunii, przepuszczając tym samym tylko niewielką część mas ciepłych ze wschodu. Do częstych zjawisk należą tam inwersje temperatur.
- Region panoński – klimat typowy dla Niziny Węgierskiej, charakterystyczny dla nisko położonych regionów centralnej części Europy. W tym regionie, obejmującym północno-zachodnią i zachodnią część Rumunii poza granicami Transylwanii, zimy są dość łagodne i krótkie. Zimą średnio jest około –2 °C. Latem dość ciepło, przeciętna temperatura 20 °C. Średnia suma opadów wynosi 700 mm. Klimat i pogoda są zbliżone do tej, jaka występuje w Polsce.
- Region banacki obejmuje południową i południowo-zachodnią część kraju, leży na styku klimatów: umiarkowanego i podzwrotnikowego a to oznacza, że obszary te są pod wpływem śródziemnomorskich mas powietrza. Zimy są krótkie, a jesień deszczowa. Lata w tym regionie są długie i suche typowe dla obszarów śródziemnomorskich. Średnia temperatura latem wynosi od 20 do 25 °C. Liczba dni upalnych jest duża, zaś śnieżnych i mroźnych znikoma. Opady wynoszą średnio około 600 mm rocznie.
- Region dolnodunajski – obejmuje obszar dolnego Dunaju w południowo-wschodniej części Rumunii. Klimat suchy, typowo kontynentalny. Pogodę kształtują masy powietrza wędrujące ze Wschodu. Zimy są więc chłodne, ale niezbyt mroźne, a średnie temperatury wynoszą od –2 °C do –4 °C. W ciągu dnia jest ciepło, powyżej 0 °C, nocą występuje mróz. Lata są bardzo ciepłe, a nawet upalne, generalnie latem jest od 20 do 23 °C, jednak w ciągu dnia temperatury mogą dojść do 40 °C. W południowo-wschodniej części Niziny Wołoskiej liczba dni, w których temperatury maksymalne przekraczają wartość 30 °C, przekracza 50. Region dolnego Dunaju jest suchy, a wartości opadowe wynoszą od 400 do maksymalnie 600 mm rocznie, występują głównie w półroczu zimowym.
- Region czarnomorski obejmuje pas wybrzeży Morza Czarnego. Ze względu na wpływ morza zimy są łagodne, z temperaturami powyżej zera. Latem średnie wartości termiczne wynoszą około 22 °C. Choć jest to obszar leżący nad morzem, jest to region suchy, gdzie opady roczne, wyłącznie pod postacią deszczu, nie przekraczają 400 mm.

### Pory roku w Rumunii
| Pora roku | Meteorologiczne            | Astronomiczne             | odczuwalna            |
| --------- | -------------------------- | ------------------------- | --------------------- |
| wiosna    | 1 marca do 31 maja         | 21 marca do 20 czerwca    | marzec do maja        |
| lato      | 1 czerwca do 31 sierpnia   | 21 czerwca do 20 września | czerwiec do sierpnia  |
| jesień    | 1 września do 30 listopada | 21 września do 20 grudnia | wrzesień do listopada |
| zima      | 1 grudnia do 28 lutego     | 21 grudnia do 20 marca    | grudzień do lutego    |

### Zjawiska pogodowe rejestrowane w poprzednich latach w Rumunii
| Zdarzenia (średnia roczna)      | Jan | Feb | Mar | Apr | May | Jun | Jul | Aug | Sep | Oct | Nov | Dec |
| ------------------------------- | --- | --- | --- | --- | --- | --- | --- | --- | --- | --- | --- | --- |
| Deszczowe dni                   | 7   | 7   | 10  | 15  | 16  | 15  | 13  | 8   | 7   | 11  | 8   | 9   |
| Śnieżne dni                     | 10  | 9   | 4   | 0   | 0   | 0   | 0   | 0   | 0   | 0   | 1   | 8   |
| Dni z gradem                    | 0   | 0   | 0   | 0   | 0   | 0   | 0   | 0   | 0   | 0   | 0   | 0   |
| Burzowe dni                     | 0   | 0   | 0   | 2   | 10  | 10  | 10  | 5   | 1   | 0   | 0   | 0   |
| Mgliste dni                     | 18  | 13  | 6   | 4   | 4   | 2   | 1   | 1   | 1   | 8   | 14  | 17  |
| Dni z tornado*                  | 0   | 0   | 0   | 0   | 0   | 0   | 0   | 0   | 0   | 0   | 0   | 0   |
| Czas trwania dnia               | 10  | 11  | 13  | 14  | 15  | 16  | 15  | 13  | 12  | 10  | 9   | 9   |
| Godzin słonecznych w ciągu dnia | 4   | 5   | 9   | 12  | 11  | 12  | 12  | 12  | 9   | 6   | 4   | 4   |

* Tornada – liczone za ostatnie 5 lat

### Rumunia – Indeks UV tabela całoroczna
| styczeń | luty | marzec | kwiecień | maj | czerwiec | lipiec | sierpień | wrzesień | październik | listopad | grudzień |
| ------- | ---- | ------ | -------- | --- | -------- | ------ | -------- | -------- | ----------- | -------- | -------- |
| 1       | 1    | 1      | 4        | 7   | 7        | 8      | 8        | 5        | 3           | 1        | 1        |

źródło:

## Hydrologia

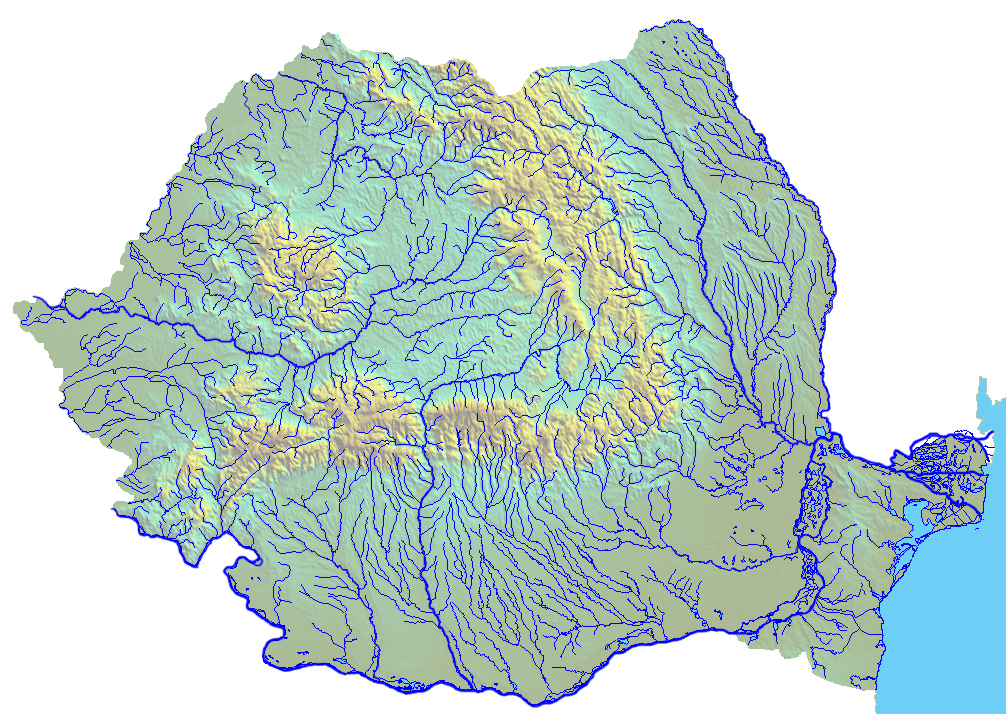
Sieć rzeczna Rumunii

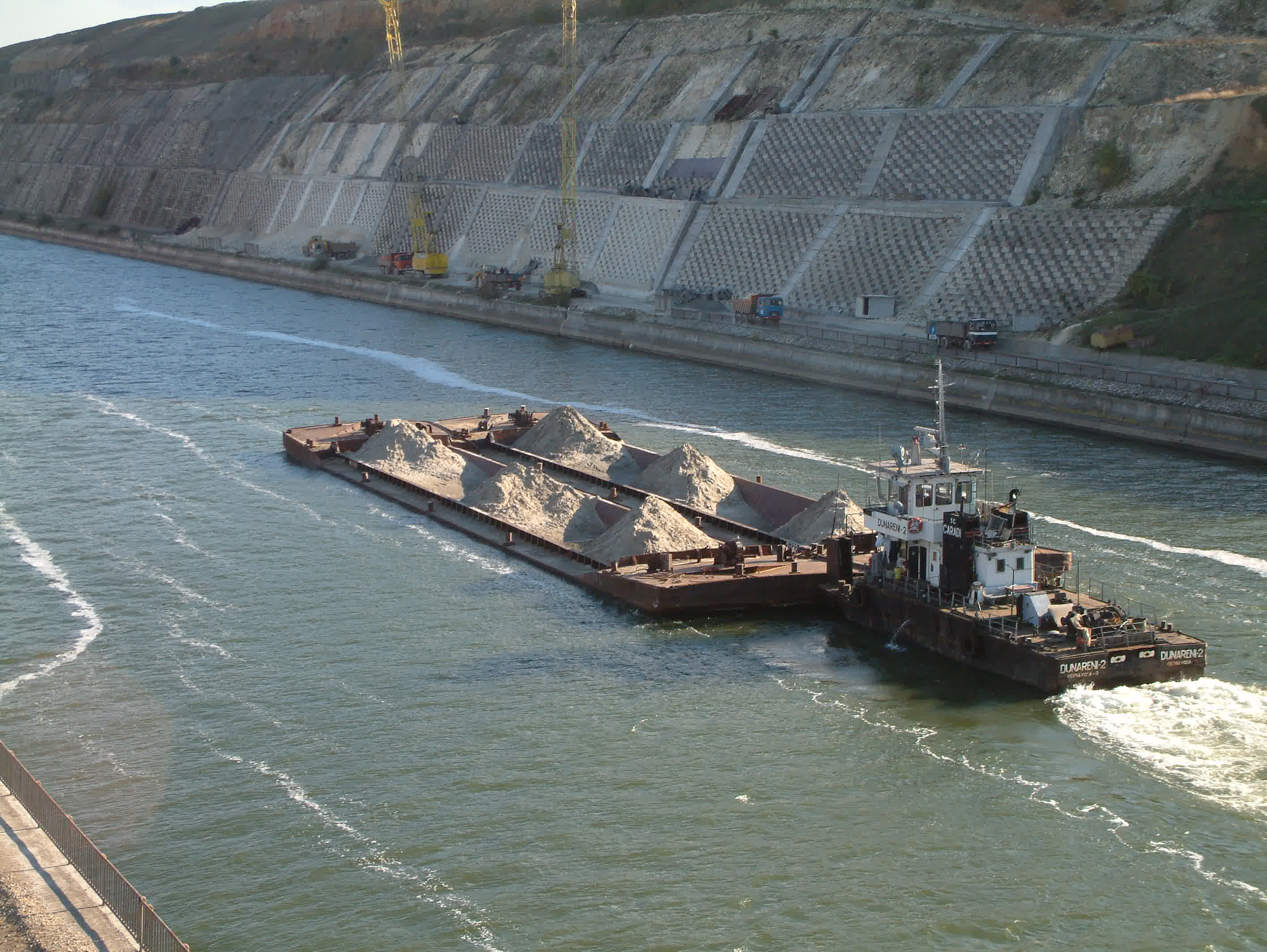
Kanał Dunaj-Morze Czarne

### Rzeki
Większość rzek Rumunii wypływa z Karpat i wpływa do Dunaju.
Cały teren Rumunii znajduje się w dorzeczu Morza Czarnego. Karpaty dzielą Rumunię na dwie strefy hydrologiczne. Rzeki na zachód od Karpat wpływają przeważnie do Cisy. Rzeki we wschodniej części Karpat wpływają bezpośrednio do Dunaju.
Największą rzeką Rumunii jest Dunaj. Na terenie Rumunii Dunaj ma długość 1075 km. Ta rzeka wyznacza odcinki graniczne z Serbią – 230 km, Bułgarią – 471 km, a 91 km z Mołdawią i Ukrainą. Aby skrócić drogę z Dunaju do Morza Czarnego w latach 70. XX wieku przekopano Kanał Dunaj-Morze Czarne z Cernavodă do Konstancy. Na górskich odcinkach rzek są dobre warunki do budowy elektrowni wodnych.
Najdłuższe rzeki (w km, w nawiasach długość na obszarze Rumunii)
- Dunaj (Dunăre) 2850 (1 075)
- Cisa (Tisa) 1358 (b.d.)
- Marusza (Mureș) 883 (761)
- Prut 967 (742)
- Aluta (Olt) 736
- Seret (Siret) 726 (559)

Większość rzek w Rumunii jest nieżeglowna. Do żeglowania nadaje się tylko dolny odcinek Dunaju. Najważniejszymi portami naddunajskimi są Turnu Severin, Giurgiu oraz Braiła i Gałacz.

### Jeziora
Rumunia posiada stosunkowo niewiele jezior. Jeziora górskie, głównie o charakterze polodowcowym, występują przede wszystkim w najwyższych partiach Karpat Południowych. Po postawieniu zapór na wielu rzekach powstały sztuczne jeziora zaporowe, m.in.: Vidaru na Ardżeszu, Vidra czy, Bicaz na Bystrzycy u podnóża Gór Ceahlău, i wiele innych. Najrozleglejsze są jeziora przybrzeżne (tzw. limany) w Dobrudży i w delcie Dunaju. Największe z nich to Razlm (394 km²) i Zmeica.

## Gleby

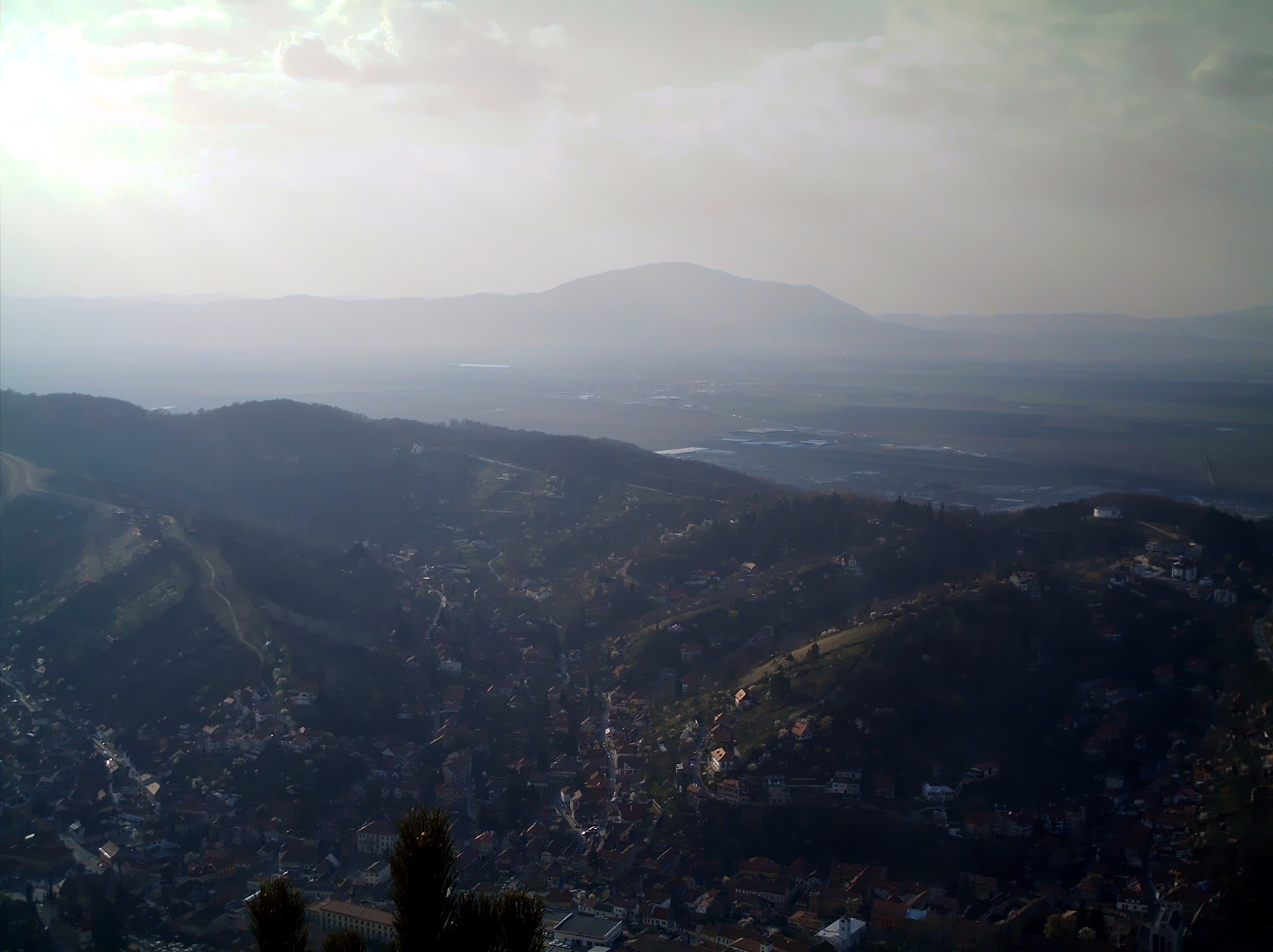
Karpaty w okolicach Braszowa

Rumunia cechuje się znacznym udziałem gleb urodzajnych, które zajmują ponad 2/3 powierzchni kraju. Korzystne warunki glebowe występują na nizinach i wyżynach Rumunii, gdzie dominującym typem gleb są czarnoziemy pokrywające tereny Niziny Wołoskiej, Niziny Nadcisańskiej i Wyżyny Mołdawskiej. Region Transylwanii jest pokryty przez gleby brunatne, gleby te zajmują głównie tereny leżące wzdłuż pasma Karpat, oraz na wilgotnych terenach przedgórzy w Banacie i w Kotlinie Maramarońskiej. Reszta Transylwanii, gdzie występuje wapienne podłoże jest pokryta rędzinami. W Karpatach występują różne typy gleb górskich, do których należą gleby brunatne, bielicowe i szkieletowe. Region delty Dunaju jest największym obszarem występowania gleb aluwialnych. Niewielkie tereny kraju są zajęte przez gleby zasolone i piaszczyste.

## Flora
Roślinnością potencjalną Rumunii są lasy liściaste na nizinach i wyżynach oraz lasy iglaste na terenach wysokogórskich. Rumunia należy do strefy lasów liściastych i mieszanych, gdzie dominują lasy liściaste, których udział wynosi 75%. O ile obszary wyżyn i nizin są mocno zmienione przez człowieka, o tyle tutejsze tereny górskie zachowały wiele cech naturalnych, w przeciwieństwie do Karpat na Słowacji czy w Polsce. Najczęściej występującymi drzewami liściastymi są dęby i buki, szczególnie buki, których udział sięga 1/3 wszystkich gatunków drzew. Spotyka się też często brzozy, kasztany i inne gatunki drzew. Na obszarach górskich dominują bory świerkowe i sosnowe. Ogólnie lasy iglaste, zajmują łącznie 1/4 powierzchni wszystkich lasów, występują jednak wyłącznie na terenach górskich. W górach Rumunii występuje piętrowy układ roślinności. Warto tu zwrócić uwagę, że drzewa liściaste sięgają nawet 1400 m n.p.m. Maksymalną granicą lasów jest wysokość 1800 m n.p.m. Wyżej rosną kosodrzewina i łąki górskie.
Poza terenami leśnymi naturalną formację stanowią stepy pokrywające tereny południowo-wschodniej części kraju. Obecnie jednak znaczna powierzchnia stepu jest wykorzystywana rolniczo. Naturalne stepy zachowały się na niewielkich obszarach Niziny Nadcisańskiej, w Dobrudży i na stepie Baraganu. Duży udział mają też bagna i roślinność bagienna. Obszary te występują w delcie Dunaju i na całym odcinku Dunaju w Rumunii, tam gdzie rzeka ta tworzy rozlewiska. Powszechnie występującą tam rośliną jest trzcina, która łącznie zajmuje 300 tys. ha powierzchni.

## Fauna
Fauna jest typowa dla lasów mieszanych środkowej części Europy i jest dobrze zachowana. Na terenach górskich Rumunii zachowały się silne populacje niedźwiedzi, w Rumunii znajduje się ich największa populacja spośród wszystkich krajów Europy. W lasach Rumunii żyją jelenie, sarny, rysie, wilki, lisy i zające. Gatunki te pod względem liczebności są dobrze zachowane. Spośród ciekawszych ptaków wymienić można cietrzewie, głuszce i wciąż dość powszechne tu drapieżniki jak: jastrzębie, sępy i orły. Tereny równin i stepów zamieszkują duże ilości gryzoni. Delta Dunaju jest największym w Europie siedliskiem ptactwa wodno-błotnego, występują tam m.in. pelikany.

## Ochrona przyrody
W Rumunii znajduje się 13 parków narodowych o łącznej powierzchni 3,2 tys. km² (2007); najbardziej znane obszary chronione to delta Dunaju (rezerwat biosfery, od 1991 na Liście Świat. Dziedzictwa Kult. i Przyr. UNESCO, największe w Europie skupisko ptactwa błotnego – ok. 300 gatunków), oraz Retezat w Karpatach Południowych (od 1979 rezerwat biosfery).